# Jett (Fernsehserie)
Jett ist eine US-amerikanische Fernsehserie des Senders Cinemax, deren namensgebende Hauptfigur Daisy „Jett“ Kowalski von Carla Gugino gespielt wird. Showrunner Sebastián Gutiérrez zeichnet für alle neun Episoden der Serie als Produzent, Regisseur und Drehbuchautor verantwortlich.
Die deutschsprachige Erstausstrahlung erfolgt seit dem 6. Dezember 2019 beim Bezahlsender Sky Atlantic HD.

## Inhalt
Die Serie dreht sich um die frisch aus dem Gefängnis entlassene Daisy „Jett“ Kowalski, die schon kurz nach ihrer Freilassung gezwungen wird, in alte Verhaltensmuster als Meisterdiebin zurückzufallen.

## Besetzung und Synchronisation
Die deutschsprachige Synchronisation der Serie entsteht durch die EuroSync GmbH, Berlin unter Dialogbuch und Dialogregie von Stefan Fredrich.
| Figur                 | Darsteller         | Deutscher Sprecher       |
| --------------------- | ------------------ | ------------------------ |
| Daisy „Jett“ Kowalski | Carla Gugino       | Claudia Urbschat-Mingues |
| Charlie Baudelaire    | Giancarlo Esposito | Oliver Stritzel          |
| Maria                 | Elena Anaya        | Sarah Méndez García      |
| Jack „Jackie“ Dillon  | Michael Aronov     | Torben Liebrecht         |
| Phoenix               | Gaite Jansen       | Jessica Rust             |
| Evans                 | Gil Bellows        | Charles Rettinghaus      |
| Bennie                | Christopher Backus | Leonhard Mahlich         |
| Junior                | Gentry White       | Jacob Weigert            |
| Josie                 | Jodie Turner-Smith | Rubina Nath              |
| Alice                 | Violet McGraw      | Angelina Wucke           |

## Episodenliste
| Nr. | Deutscher Titel | Originaltitel  | Erstausstrahlung (USA) | Deutschsprachige Erstausstrahlung (D) |
| --- | --------------- | -------------- | ---------------------- | ------------------------------------- |
| 1   | Daisy           | Daisy          | 14. Juni 2019          | 6. Dez. 2019                          |
| 2   | Charles Junior  | Charles Junior | 21. Juni 2019          | 6. Dez. 2019                          |
| 3   | Phoenix         | Phoenix        | 28. Juni 2019          | 13. Dez. 2019                         |
| 4   | Frank Sweeney   | Frank Sweeney  | 5. Juli 2019           | 13. Dez. 2019                         |
| 5   | Bennie          | Bennie         | 12. Juli 2019          | 20. Dez. 2019                         |
| 6   | Josie           | Josie          | 19. Juli 2019          | 20. Dez. 2019                         |
| 7   | Rosalie         | Rosalie        | 26. Juli 2019          | 27. Dez. 2019                         |
| 8   | Dillon          | Dillon         | 2. Aug. 2019           | 27. Dez. 2019                         |
| 9   | Miljan Bestic   | Miljan Bestic  | 9. Aug. 2019           | 3. Jan. 2020                          |